# Town & Country
Town & Country és una revista mensual publicada als Estats Units per Hearst Corporation. Al començament de 2014, Hearst va anunciar el llançament d'una publicació bianual britànica de la revista.
Va ser fundada com The National Press el 1846 pels poetes Nathaniel Parker Willis i George Pope Morris, van canviar el títol a The Home Journal poc després. Els dos havien creat el New York Evening Mirror en 1831, on, el gener de 1845, havien publicat un avanç del «The Raven» d'Edgar Allan Poe, amic de Willis. Amb aquesta nova publicació pretenien publicar una revista per a tota la família.
El 1901 va canviar de nou el seu nom a Town & Country. Va ser adquirida per William Randolph Hearst el 1925.